# Celaya
Celaya (Otomí: Ndathi) is een stad in de staat Guanajuato in Mexico met een bevolking van 305.913.
De stad is de zetel van het rooms-katholieke bisdom Celaya.

## Geschiedenis
In 1915, tijdens de Mexicaanse Revolutie, werd hier de slag bij Celaya gevochten.
In 1994 deed Marta Sahagún, de vrouw van de voormalige president Vicente Fox, een poging om burgemeester van Celaya te worden. Ze verloor de verkiezingen echter. In september 1999 explodeerde hier een vuurwerkfabriek, waarbij meer dan 60 doden vielen.

## Geboren
- José Juan Vázquez (1988), voetballer